# André Versini
André Versini (Saint-Mandé, 23 novembre 1923 – Parigi, 8 dicembre 1966) è stato un attore e sceneggiatore francese.

## Filmografia

### Attore

#### Cinema
- 3ème cheminée à droite, regia di Jean Mineur (1948)
- Le Bal des pompiers, regia di André Berthomieu (1949)
- Ainsi finit la nuit, regia di Emil E. Reinert (1949)
- La Veuve et l'innocent, regia di André Cerf (1949)
- Nessuna pietà per le donne (Pas de pitié pour les femmes), regia di Christian Stengel (1950)
- Mademoiselle Josette ma femme, regia di André Berthomieu (1950)
- La Maison du printemps, regia di Jacques Daroy (1950)
- L'Amant de paille, regia di Gilles Grangier (1950)
- Ils ont vingt ans, regia di René Delacroix (1950)
- Anni perduti (Ils étaient cinq), regia di Jacques Pinoteau (1951)
- Le Rideau rouge, regia di André Barsacq (1952)
- Deux de l'escadrille, regia di Maurice Labro (1953)
- Il tradimento di Elena Marimon (Le secret d'Hélène Marimon), regia di Henri Calef (1954)
- Leguignon guérisseur, regia di Maurice Labro (1954)
- La regina Margot (La reine Margot), regia di Jean Dréville (1954)
- Silenzio... si spara! (Ça va barder), regia di John Berry (1955)
- La Rue des bouches peintes, regia di Robert Vernay (1955)
- Cherchez la femme, regia di Raoul André (1955)
- Sono un sentimentale (Je suis un sentimental), regia di John Berry (1955)
- Quel fenomeno di ragazza (Une fille épatante), regia di Raoul André (1955)
- Ce soir les jupons volent..., regia di Dimitri Kirsanoff (1956)
- Les Pépées au service secret, regia di Raoul André (1956)
- C'est arrivé à Aden..., regia di Michel Boisrond (1956)
- La Polka des menottes, regia di Raoul André (1957)
- La gatta (La chatte), regia di Henri Decoin (1958)
- La prima notte, regia di Alberto Cavalcanti (1959)
- Il colore della pelle (J'irai cracher sur vos tombes), regia di Michel Gast (1959)
- Pelo di spia (Nathalie, agent secret), regia di Henri Decoin (1959)
- Le Captif, regia di Maurice Labro (1962)
- L'indomabile (Mandrin), regia di Jean-Paul Le Chanois (1962)

#### Televisione
- La Grande Bretèche, regia di Claude Barma - film TV (1960)
- Le train bleu s'arrête 13 fois - serie TV, episodi 1x4 (1965)

### Attore e sceneggiatore

#### Cinema
- Tutti possono uccidermi (Tous peuvent me tuer), regia di Henri Decoin (1957)

### Attore, sceneggiatore e regista

#### Cinema
- La spia che venne dall'ovest (Agent spécial à Venise) (1964)

### Sceneggiatore
- Il coltello nella piaga (Le couteau dans la plaie), regia di Anatole Litvak (1962)